# Port lotniczy Kaech’ŏn
Port lotniczy Kaech’ŏn – port lotniczy położony w mieście Kaech’ŏn, w prowincji P’yŏngan Południowy, w Korei Północnej. Użytkowany w celach wojskowych.

## Drogi startowe i operacje lotnicze
Operacje lotnicze wykonywane są z betonowej drogi startowej:
- RWY 05/23, 2493 × 58 m